# The 25th Hour (album Terroru)
The 25th Hour (wzgl. The Twenty Fifth Hour) – szósty album studyjny amerykańskiego zespołu Terror. Datę premiery wyznaczono na 7 sierpnia 2015.

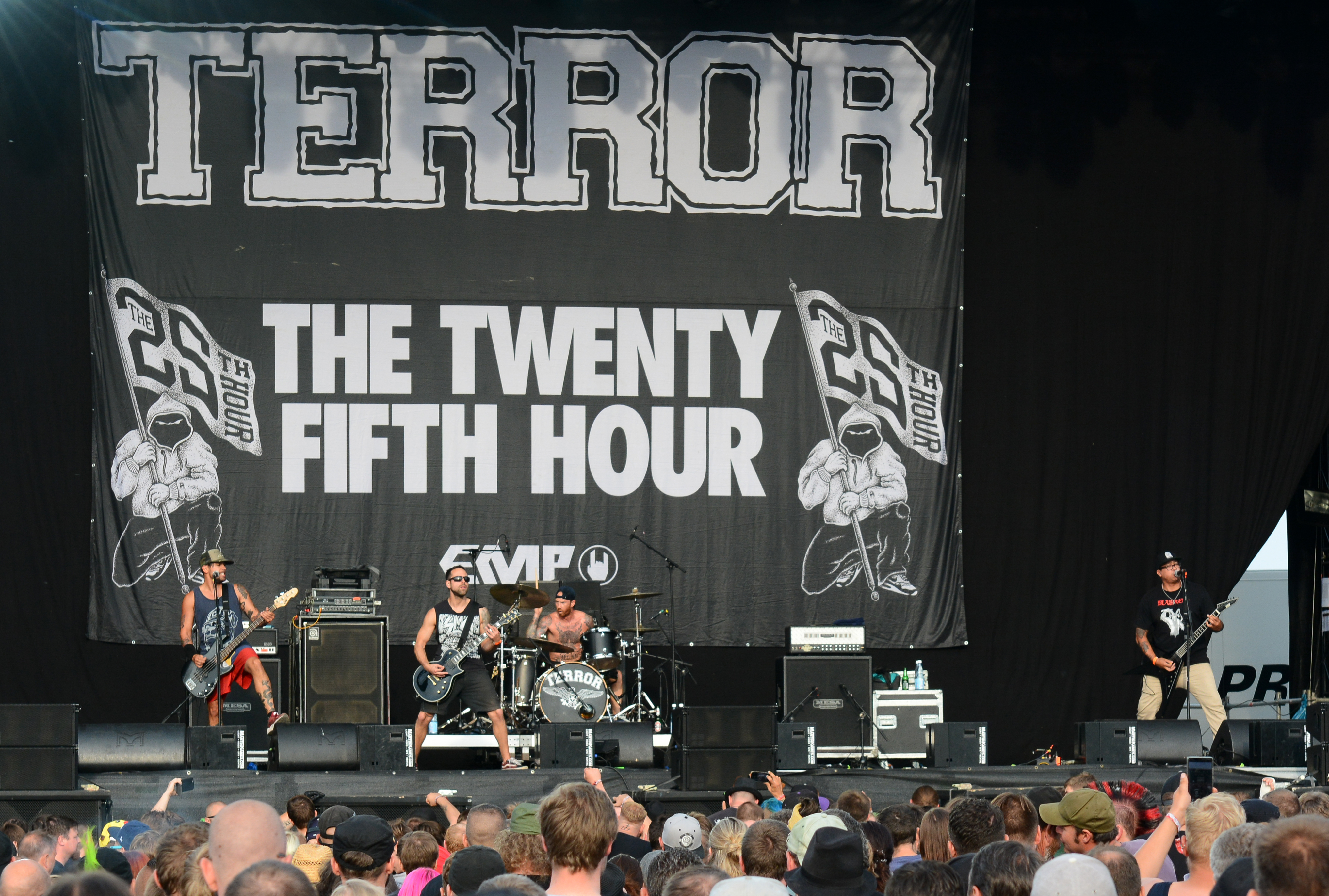
Oprawa graficzna płyty podczas koncertu Terroru w 2017

Tytuł albumu nie odnosi się do powieści czy filmu o tej samej nazwie, zaś opisuje stan, gdy jest już za późno, gdy minął czas na reakcję i na zegarze jest godz. 25, co stanowi nawiązanie do sceny hardcore
Płytę promowały teledysk do utworów „Mind at War” (2015, reż. Anthony Altamura), „Bad Signs” (2015), „Sick and Tired” (2015, reż. Carlo Opperman).

## Lista utworów
1. "The 25th Hour" 1:22
2. "No Time for Fools"	1:34
3. "Bad Signs"	1:12
4. "Feed the Rats"	1:08
5. "The Solution"	1:52
6. "Blinded by the Lights"	2:28
7. "Trust No Face" (feat. Ben Cook)	1:05
8. "Why?"	1:37
9. "Mind at War"	1:31
10. "Snap"	1:15
11. "Sick and Tired"	1:08
12. "Life Goes On"	2:22
13. "Both of You"	2:07
14. "Deep Rooted"	2:05

## Twórcy
Członkowie zespołu
- Scott Vogel – śpiew
- Nick Jett – perkusja
- Martin Stewart – gitara elektryczna
- David Wood – gitara basowa
- Jordan Posner – gitara elektryczna

Udział innych
- Ben Cook – produkcja, śpiew dodatkowy
- Paul Miner (w BuzzBomb Sound Labs) – nagrywanie[8]
- Tom Soares (w Reel 4 Reel) – miksowanie[9]
- Drew Lavyne – mastering, the album was released on August 7, 2015.[6]
- Aldo Felix, Andrew Kline, Cesar Trejo, Colin Young, Dan Weintraub, Nate Blauvelt, Taylor Young – śpiew dodatkowy
- Étienne Fischer – ilustracja
- Alexander Malecki, Josi Hoffmann, Michelle Olaya, Patric Hartung – fotografie